# Famaillá megye
Famaillá egy megye Argentína északnyugati részén, Tucumán tartományban. Székhelye Famaillá.

## Népesség
A megye népessége a közelmúltban a következőképpen változott:
| Év   | Lakosság |
| ---- | -------- |
| 2001 | 30 924   |
| 2010 | 34 542   |